# 莫斯科勝利日閱兵
莫斯科胜利日阅兵（羅馬化：Parad Pobedy v Moskve）是俄罗斯联邦武装力量於每年5月9日勝利日在莫斯科紅場举行的阅兵式。俄罗斯总统担任閱兵式主宾和主旨发言人。

## 历史
1945年6月24日，红场上举行了纪念戰勝纳粹德国的阅兵式，這被視為蘇聯首次舉辦勝利日閱兵式。苏联武装部队参加了阅兵式，波兰第一集团军的一个小分队也客串了一把閱兵式。这是在莫斯科所舉行的時間最长和規模最大的一次阅兵，時間持续了几个小时，蘇聯當局动用了4万名红军士兵和1850辆军车參與閱兵。阅兵後的第二天，克里姆林宫举行了招待会。
1945年閱兵式後，蘇聯取消了勝利日閱兵式，只在重大周年紀念日舉行，如1965年，1985年，1990年。
1995年的胜利日游行是俄罗斯联邦舉辦的第一次胜利日游行，自此之后開始每年举行胜利日阅兵。2020年的閱兵式由于2019冠状病毒病疫情而被推迟，这也是俄羅斯首次延期举行勝利日阅兵式，该阅兵式从5月9日被延期至6月24日举行。